# Avro Lancastrian
Avro 691 Lancastrian là một loại máy bay chở khách và thư tín của Anh trong thập niên 1940 và 1950. Được phát triển từ loại máy bay ném bom hạng nặng Avro Lancaster. Lancaster được đặt tên theo địa danh Lancaster, Lancashire; Lancastrian là từ chỉ người dân ở Lancashire.

## Biến thể
Lancaster XPP
Lancastrian C.1
Lancastrian C.2
Lancastrian 3
Lancastrian C.4

## Quốc gia sử dụng

### Dân sự
Argentina
- Flota Aérea Mercante Argentina

 Úc
- Qantas

 Canada
- Trans Canada Airlines

 Ý
- Alitalia - six Lancastrians operated circa 1948

 Anh Quốc
- British European Airways
- British Overseas Airways Corporation (BOAC)
- British South American Airways
- Flight Refuelling Ltd
- Silver City Airways
- Skyways Limited

### Quân sự
Argentina
- Không quân Argentina

 Anh Quốc
- Không quân Hoàng gia

## Tính năng kỹ chiến thuật (Lancastrian C.1)
Đặc điểm tổng quát
- Kíp lái: 5
- Sức chứa: 9 hành khác
- Tải trọng: thư tín (3.560 kg)
- Chiều dài: 76 ft 10 in (23,4 m)
- Sải cánh: 102 ft (31,1 m)
- Chiều cao: 19 ft 6 in (5,9 m)
- Diện tích cánh: 1.297 ft² (120,5 m²)
- Trọng lượng rỗng: 30.426 lb (13.800 kg)
- Trọng lượng có tải: 65.000 lb (29.480 kg)
- Động cơ: 4 × Rolls Royce Merlin 12, 1.250 hp (930 kW)  mỗi chiếc

 Hiệu suất bay 
- Vận tốc cực đại: 310 mph (500 km/h) trên độ cao 5.000 ft (1.520 m)
- Tầm bay: 4.150 mi (6.680 km)
- Trần bay: 23.000 ft (7.000 m)
- Vận tốc lên cao: 750 ft/phút (230 m/phút)